# Alfred Morel-Fatio

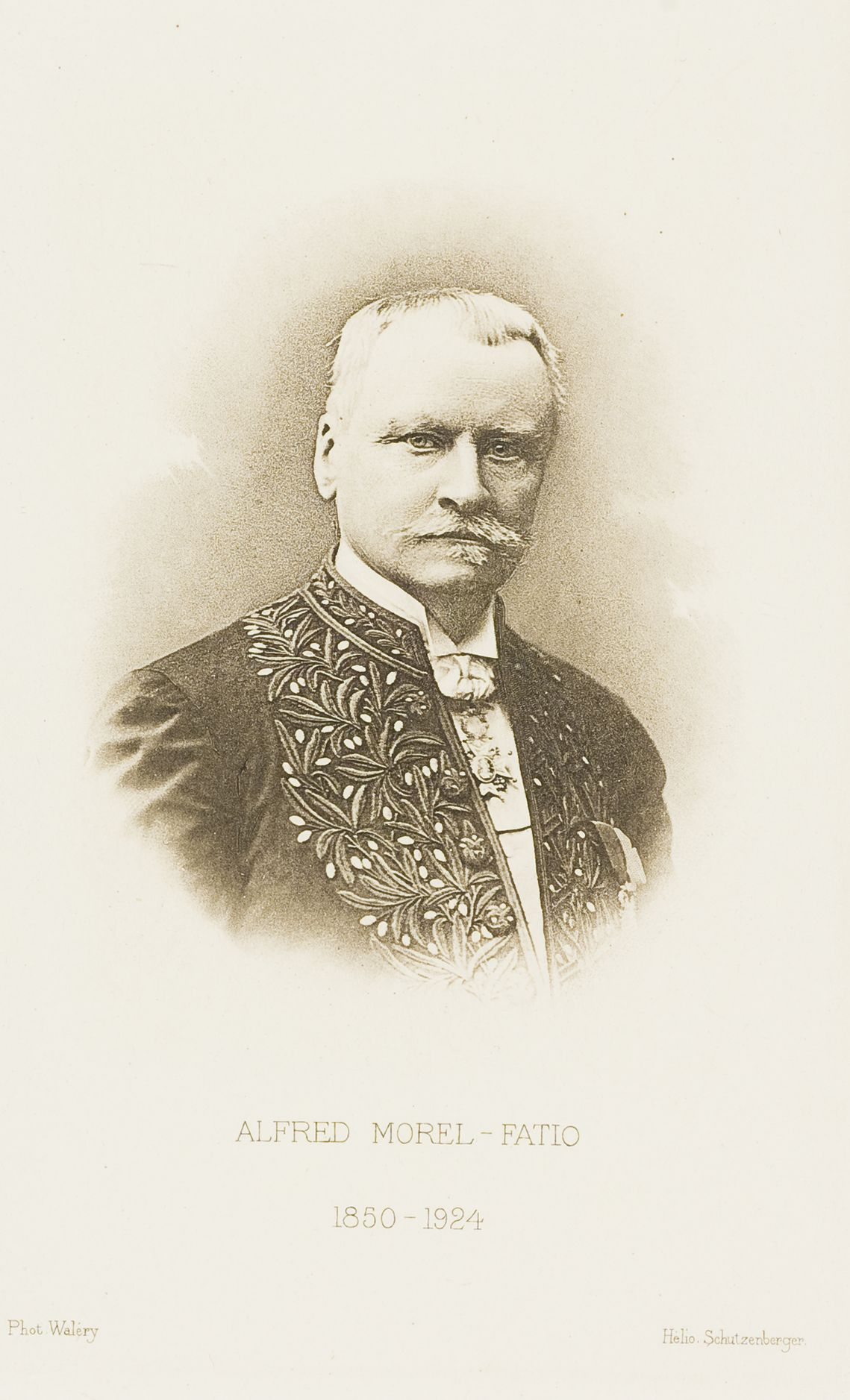
Alfred Morel-Fatio

Alfred Morel-Fatio  (* 9. Januar 1850 in Straßburg; † 9. Oktober  1924 in Versailles) war ein französischer Romanist und Hispanist.

## Leben und Werk
Morel-Fatio, der mit acht Jahren seine Mutter und mit sechzehn seinen Vater verlor, wuchs in Lausanne auf und lernte in Leipzig deutsch. Von 1869 bis 1874 durchlief er in Paris die École nationale des chartes (wo er von Paul Meyer beeinflusst wurde, Gaston Paris zum Freunde hatte und früh in der Zeitschrift Romania publizierte). Er  kämpfte im Deutsch-Französischen Krieg und schloss ab mit der Arbeit  Recherches sur le texte et les sources du "Libro de Alexandre" (in: Romania  4, 1875). 
Von 1875 bis 1880 arbeitete er in der Handschriftenabteilung der Bibliothèque nationale de France (die ihn mit Forschungsauftrag nach Madrid schickte), von 1880 bis 1885 unterrichtete er offiziell an der École supérieure des lettres in Algier, war aber mangels Schülern viel zur Forschung in Katalonien. Von 1885 bis 1907 war er (unter dem Leiter Paul Meyer) Sekretär (Geschäftsführer) der École nationale des chartes, gleichzeitig  lehrte er bis zu seinem Tod an der École pratique des hautes études zuerst „Grammaire du latin décadent“, ab 1892 „Littérature castillane et italienne“. 
Ab 1895 vertrat er am Collège de France dauerhaft den Lehrstuhl von Paul Meyer, den er seit 1885 bereits sporadisch vertreten hatte und auf dem er von 1907 bis zu seinem Tod als offizieller Nachfolger das Fach „Langues et littératures de l’Europe méridionale“ (vor allem Iberoromanistik) lehren sollte, sich aber gegen Ende durch seinen Schüler Jean-Joseph Saroïhandy (1867–1932) vertreten ließ. 
1910 wurde er (als Nachfolger von Henri d’Arbois de Jubainville) in die Académie des inscriptions et belles-lettres gewählt (Nachfolger: Camille Enlart (1862–1927)). 
Der in Versailles unverheiratet lebende  Morel-Fatio starb auf dem Weg zur Akademiesitzung an der Ecke der Rue Royale zur Rue de l’Orangerie.

Morel-Fatio  gehörte 1899 mit Ernest Mérimée (1846–1924) und Georges Cirot (1870–1946) zu den Gründern der Zeitschrift Bulletin hispanique. Er war der erste Vorsitzende der 1900 begründeten Agrégation für Spanisch und Italienisch. 

Morel-Fatio war Korrespondierendes Mitglied der Real Academia Española, Ritter im Orden Karls III. und Offizier der Ehrenlegion.

## Schriften (Auswahl)
als Autor
- Catalogue des manuscrits espagnols et portugais. Imprimerie Nationale, Paris 1881/1892 (2 Bde.)
- Études sur l’Espagne. Paris 1888–1925 (4 Bde.)
- Das Katalanische. In: Gustav Gröber (Hrsg.): Grundriss der romanischen Philologie, Bd. 1. Straßburg 1888, S. 669–688; 
  - dasselbe: Gustav Gröber: Grundriss der romanischen Philologie, Bd. 1. 2. Aufl. 1904–1906, S. 841–877  (mit Jean-Joseph Saroïhandy)
- Katalanische Literatur. In: Gustav Gröber (Hrsg.): Grundriss der romanischen Philologie, Bd. 2. Straßburg 1897, S. 70–128.
- Mémoires de la cour d’Espagne, de 1679 à 1681. Paris 1893.
- Ambrosio de Salazar et l’étude de l’espagnol en France sous Louis XIII. Paris 1900.
- Historiographie de Charles-Quint, Bd. 1. Suivie des Mémoires de Charles-Quint. Paris 1913 (Texz portugiesisch und französisch)
- L’Espagne et la guerre. L’esprit public, la situation politique. Bloud & Gay, Paris 1916.

als Herausgeber
- Enrique Cock: Relacion del viaje hecho por Felipe II, en 1585, á Zaragoza, Barcelona y Valencia. Editorial Aribaum Valencia 1998 (unveränd. Nachdr. d. Ausg. Madrid 1876)[1]
- Pedro Calderón de la Barca: El Mágico prodigioso. Comedia famosa. Henninger, Heilbronn 1877.[2]
- L’Espagne au XVIe et au XVIIe siècle. Documents historiques et littéraires. Henninger, Heilbronn 1878.
- Jean Muret: Lettres écrites de Madrid, en 1666 et 1667. Paris 1879.
- Enrique Cock: Jornada de Tarazona hecha por Felipe II en 1592. Madrid 1879.[1]
- mit Henri Léonardon: Recueil des instructions données aux ambassadeurs et ministres de France depuis le traité de Westphalie jusqu'à la Révolution. Paris 1899–1960 (4 Bde.; EA: 3 Bde. Paris 1894–1899)
- Vida de Carlos III., conde de Fernán-Núñez. Madrid 1988 (unveränd. Nachdr. d. Ausg. Madrid 1898).[3]
- El Libro de Alixandre. Olms, Hildesheim 1978 (unveränd. Nachdr. d. Ausg. Halle an der Saale 1906).[4]

als Übersetzer
- Friedrich Diez: Grammaire des langues romanes. Slatkine, Genf, 1973 (3 Bde., unveränd. Nachdr. d. Ausg. Paris 1875/76)[5]
- Juan Fernández de Heredia: Libro de los fechos et conquistas del principiado de la Morea.
  - französisch: Chronique de Morée aux XIIIe et XIVe siècles. Zeller, Osnabrück 1968 (unveränd. Nachdr. d. Ausg. Genf 1885)
- Vie de Lazarille de Tormes. Paris 1988 (unveränd. Nachdr. d. Ausg. Paris 1886).